# Мариналеда
Мариналеда (на испански: Marinaleda) е населено място и община в Испания. Намира се в провинция Севиля, в състава на автономната област Андалусия. Общината влиза в състава на района (комарка) Сиера Сур де Севиля. Заема площ от 25 km². Населението му е 2759 души (по преброяване от 2010 г.). Разстоянието до административния център на провинцията е 108 km.

## Демография
| 1996 | 1998 | 1999 | 2000 | 2001 | 2002 | 2003 | 2004 | 2005 | 2006 |
| ---- | ---- | ---- | ---- | ---- | ---- | ---- | ---- | ---- | ---- |
| 2622 | 2616 | 2623 | 2634 | 2638 | 2647 | 2645 | 2676 | 2655 | 2689 |